# Georg Pauly (Dramaturg)
Georg Pauly (* 4. Juni 1883 in Frankfurt am Main; † 16. Juni 1950 in Buenos Aires, Argentinien, eigentlich Georg Plaut) war ein deutscher Dramaturg, Theaterwissenschaftler und -regisseur.

## Leben
Georg Plaut wuchs als eines von vierzehn Geschwistern als Sohn einer jüdischen Familie in Hessen auf. Sein Vater war Rabbiner. Nach dem Abitur am Goethe-Gymnasium studierte er zunächst an der Technischen Hochschule Darmstadt und später an der Universität Berlin Physik, Philosophie, Literatur und Theaterwissenschaft. Mit der Arbeit Zur Kenntnis der Isonitrosoketone promovierte er 1905. Irgendwann nach dem Studium wählte er den Namen Georg Pauly als Theaternamen, während er seinen Geburtsnamen noch einige Jahre parallel als bürgerlichen Namen führte.
1908 begann seine Karriere in der Theaterwelt. Er begann als Theaterkapellmeister in Marburg an der Lahn, wechselte anschließend zum Kurtheater in Davos. Von 1910 bis 1911 leitete er das Neue Berliner Operettenensemble. Als Schauspieler trat er in Leipzig, Bad Freienwalde und Berlin auf. Seine Tätigkeit als  Oberregisseur in Breslau und als Kapellmeister in Berlin musste er unterbrechen, da er zum Wehrdienst eingezogen wurde. Im Ersten Weltkrieg diente er nach eigenen Angaben an der Front und anschließend als Militär-Regierungsbaumeister beim Königlichen Preussischen Ingenieur-Komité.
Nach seinem Wehrdienst arbeitete er von 1917 bis 1922 als Spielleiter und Dramaturg an der Opernbühne des Stadttheater Breslaus. Nach einem halben Jahr am Staatstheater Wiesbaden wechselte er an die Städtische Oper Berlin, wo er von 1923 bis 1928 als Oberspielleiter und Dramaturg tätig war. Zusätzlich lehrte er an der Staatlichen Akademischen Hochschule für Musik. Danach ging er für ein Jahr  als Stellvertreter von Ernst Legal an das Staatstheater Kassel und übernahm von 1929 bis 1933 die Leitung des Stadttheaters Saarbrücken. In der Zeit des Saargebiets wurde er von den Nationalsozialisten wegen seiner jüdischen Herkunft angefeindet. Hetzartikel erschienen unter anderem in der NSDAP-Wochenzeitung Saardeutsche Volksstimme. Seine Anstellung verlor er auf Grund der Regelungen des Gesetzes zur Wiederherstellung des Berufsbeamtentums, sein Vertrag am Saarbrücker Theater wurde deshalb nicht verlängert.
1935 emigrierte Pauly nach Buenos Aires. Dort war er als Theaterregisseur tätig. Vermutlich von 1945 bis 1950 war er Oberspielleiter am Nationaltheater und Dozent für Theaterwissenschaft an der Universidad Nacional de La Plata Argentinien. Am 16. Juni 1950 verstarb er mit 67 Jahren in Buenos Aires.

## Familie
Pauly war in erster Ehe mit der Klavierlehrerin Hermine Correns-Pauly verheiratet. Nachdem Pauly ins Exil gegangen war, wurde sie als Frau eines Juden mit Berufsverbot belegt und konnte erst nach einer Scheidung 1939 wieder Arbeit finden. Aus der Ehe gingen drei Kinder hervor. Reinhard G. Pauly wurde Musikwissenschaftler und lebte in Lake Oswego, Oregon. Kurz vor seinem Tod ehelichte Georg Pauly seine zweite Frau Dora Heyman.